# Arcos de la Sierra
Arcos de la Sierra es un municipio y localidad española de la provincia de Cuenca, en la comunidad autónoma de Castilla-La Mancha. El término municipal, ubicado en la Serranía, tiene una población de 86 habitantes (INE 2024).

## Geografía

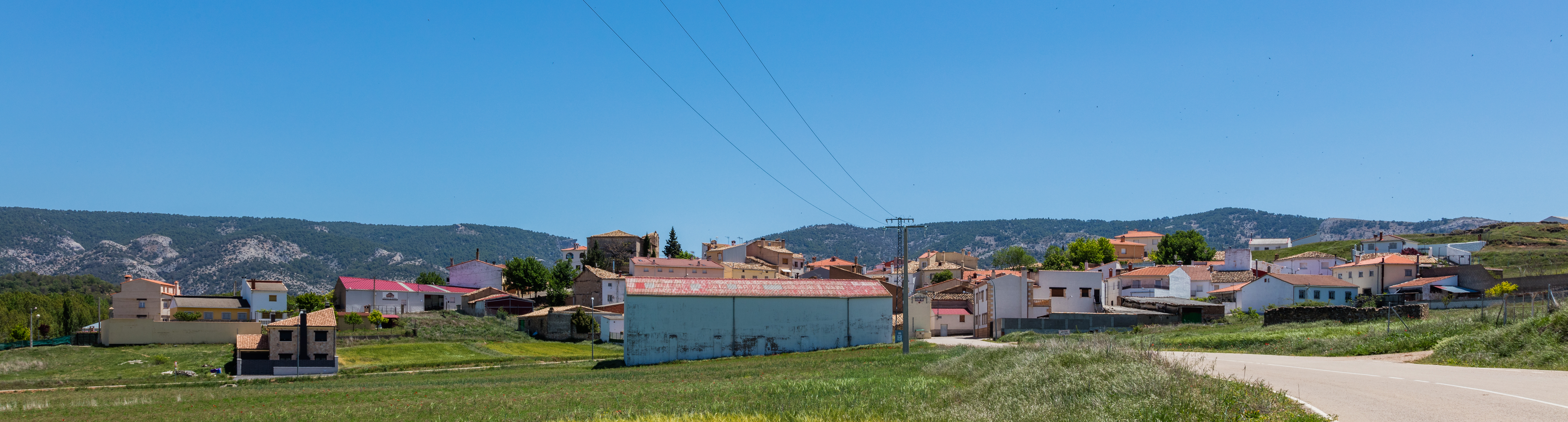
Vista de la localidad

Se encuentra a 38 km de Cuenca. Está a 4 km de Castillejo-Sierra, a 5 km de Ribatajada y Ribatajadilla y a 6 km de Fresneda de la Sierra. Sus habitantes llevan el gentilicio de arcenses o serranos. Se encuentra a una altitud de 1009  sobre el nivel del mar, a una latitud de 40º 21' norte y una longitud de 2º 7' oeste.
El 20 de marzo de 2007, la localidad de Arcos de la Sierra fue incluida por la Junta de Comunidades de Castilla-La Mancha, a través del Plan de ordenación de los Recursos Naturales, en el parque natural de la Serranía de Cuenca. Forma parte del Sistema Ibérico Meridional. Su paisaje posee una gran riqueza en flora y fauna, así como una interesante geología y geomorfología, que la convierten en un auténtico sello de identidad de la comarca y de la misma provincia. En las cercanías del territorio se asientan enclaves tan singulares como la Ciudad Encantada,  Los Callejones y Miradores de Las Majadas, el Ventano del Diablo, la Laguna de Uña, el Castillo de Huélamo, el nacimiento del Júcar, La Mogorrita o la Peña del Reloj. Destaca en estos territorios la gran continuidad y extensión que presentan las masas forestales, y particularmente los pinares que dominan el paisaje vegetal, situación compartida con el adyacente parque natural del Alto Tajo, conformando entre ambos territorios una de las masas forestales naturales más extensas de España.
En el parque natural en el que Arcos de la Sierra se encuentra inmerso, se ha constatado la existencia de un total de 218 especies de vertebrados (40 especies de mamíferos, 156 de aves, 14 de reptiles y 8 de anfibios), de las que cuatro están consideradas en Peligro de Extinción, 24 como vulnerables y 147 de interés Especial. También se ha constatado la presencia de 22 especies de invertebrados del Catálogo Regional de Especies Amenazadas de Castilla-La Mancha.

## Historia
A mediados del siglo XIX, el lugar tenía contabilizada una población de 207 habitantes. La localidad aparece descrita en el segundo volumen del Diccionario geográfico-estadístico-histórico de España y sus posesiones de Ultramar de Pascual Madoz de la siguiente manera: 

ARCOS DE LA SIERRA: l. con ayunt. en la prov., part. jud., adm. de rent. y dióc. de Cuenca (5 leg.), aud. terr. de Albacete (26), c. g. (le Madrid (20), sit. bajo un clima frio en la falda de una cord. cortada por el N., á un tiro de bala del r. Trabaque, en parage ventilado y mas propenso á calenturas intermitentes y catarros que á otras enfermedades: tiene 50 casas bajas, mal distribuidas y sin orden de pobl., una plaza, y calles malas sin empedrado; escuela de primeras letras dotada con 500 rs. pagados de propios; dos pósitos con los nombres de Real y Pio; casa de ayunt. y cárcel; igl. parr. de entrada, dedicada á Nra. Sra. de la Asuncion servida por 1 cura y 1 sacristan; una ermita con la advocacion, á San Bartolomé, patrono del pueblo á 200 pasos de este; otra de San Sebastian, á 500, y á igual dist. una fuente pública con dos caños, ademas de otras de buenas aguas: confina el térm. por N. con el de Poyatos, y Castillejo, E. con el de Majadas, S. con el de Portilla, y O. con el de Ribatajadilla, distantes todos como 1/4 de leg.: el número de tierras labrantías es de 2,000 fan. que prod. por un quinquenio el 8 por 1, y 158 almudes de regadio en tierras arenosas y frias, que á fuerza de beneficiarlas crian patatas y judías; las 2,381 fan. incultas, son incapaces de producir por lo muy pedregosas y ásperas: una mitad del terreno lo forman cañadas en llano, y lo restante, que se halla al E. del pueblo, son cord. y riscos que producen pastos, pinos maderables y robles. El espresado Trabeque, nace en este térm. al E., en la sierra llamada Cachorros; lleva su curso hacia el O. y se introduce en el térm. de Ribatajadilla, perdiendo su nombre, por juntarse con Escabas: es de pocas aguas el verano y en el invierno mas caudaloso por razon de las nieves; tiene 2 puentes de vigas de unas 3 varas de altura, llamados de la Colasa y del Badillo, y una presa por donde suben las aguas á un pequeño caz, que las conduce á un molino harinero dist. unos 1,000 pasos del pueblo: á la ízq. de este hay tres arroyos con los nombres de la Noguera, Val-de-Lobos y del Fresno. Los caminos son sendas de pueblo á pueblo; y la correspondencia se recibe una vez á la semana de la cap. de prov.: prod. trigo, centeno, cebada, avena, cáñamo, algun vino, avellanas, legumbres y hortalizas, en especial judias, nabos y frutas; lo que mas abunda es el trigo, centeno, patatas, judias, cáñamo, y nabos: pero jamás las dos primeras prod. bastan para el consumo del pueblo, por cuya razon tiene que comprar un año con otro sobre 400 fan.: ademas del ganado vacuno se cria lanar y cabrio, bastante caza de liebres, conejos y perdices; muchos lobos, zorras, corzos, venados y jabalíes; y en el r. abundan los cangrejos, truchas, nútrias, ánades, bárbos y luinas: se cree que existen bastantes minerales pero hasta el dia no hay ninguno esplotado: pobl. 52 vec.; 207 hab., dedicados á la agricultura, ganaderia y venta de lana. Cap. prod. 539,660 rs.; imp. 29,983 rs.; importan los consumos 2,341 rs. 14 mrs. El presupuesto municipal asciende á 1,500 rs., y se cubre en parte con 20 fan. de trigo que prod. el horno de poya; 601 rs. los pastos, y el resto por repartimiento vecinal. Este pueblo pertenece al marqués de Ariza, y tiene en él dominio directo; dicho Sr. lo cedió con el térm. redondo á censo enfitéutico á los vec, y le pagan un canon de 144 fan. de trigo y centeno por mitad.
(Madoz, 1845, p. 485)

## Demografía
Arcos de la Sierra cuenta con una población de 86 habitantes (INE 2024).
| Gráfica de evolución demográfica de Arcos de la Sierra entre 1842 y 2021                                            |
| |
| Población de derecho según los censos de población del INE Población de hecho según los censos de población del INE |

## Bandera
La bandera de Arcos es de color verde con el escudo que ocupa el centro de la franja central amarilla.

## Administración
| Periodo   | Nombre                       | Partido                                             |
| --------- | ---------------------------- | --------------------------------------------------- |
| 1979-1983 | Aurelio Pozuelo García       | PCE                                                 |
| 2003-2007 | Timoteo Navalón Soria        | PSOE                                                |
| 2007-2011 | Agapito Soliva Pozuelo       | AEA (Agrupación de Electores de Arcos de la Sierra) |
| 2011-2015 | María Isabel Recuenco Soliva | PP                                                  |
| 2015-2019 | Sergio Pérez Zafra           | Independiente                                       |
| 2019-2023 | Sergio Pérez Zafra           | Independiente                                       |
| 2023-act. | Jaime Pozuelo                | PSOE                                                |

## Patrimonio
En la localidad hay una iglesia parroquial bajo la advocación de Nuestra Señora de la Asunción. Cuenta con una sola nave, está construida en mampostería hasta los contrafuertes, excepto en las ventanas. Tiene una espadaña de dos troneras adosada por la cabecera. En el interior posee pilastras de las que arrancan arcos fajones y forneros; su bóveda es de cañón (arcos de medio punto) con lunetos y cúpula vaída delante del presbiterio. Es del siglo XII.

## Medios de comunicación
Los principales medios de información y comunicación de ciudadanos y familias natales de la localidad son las entidades: Arcos de la Sierra . com, publicada con el dominio oficial, y Arcos de la sierra Web, ambas constituidas por los vecinos, amigos y familiares del pueblo.
Arcos de la sierra Web, la primera página de internet existente sobre el municipio, fue creada en octubre de 2006 y terminó su actividad en la red tres años después. Entonces, en octubre de 2009 sus contenidos se fusionaron con la web ArcosdelaSierra.com creada en abril de 2009 por iniciativa y financiación privada. Actualmente, esta última, contiene la mayor recopilación gráfico-histórico-cultural nunca antes realizada en esta localidad.
Además cabe destacar que Arcos de la Sierra cuenta con su propia cuenta de información sobre el pueblo desde el mes de abril de 2020.
Arcos de la Sierra Instagram

## Gastronomía
Es muy identificativo el Morteruelo, una especie de paté realizado con diversos condimentos, antiguamente de caza, perdiz, liebre, etc. y hoy de aves, gallina, perdiz, conejo de campo, hígado de cerdo, pan rallado, jamón serrano, panceta, aceite de oliva y diversos condimentos. La caldereta de los corderos del lugar, preparada al gusto local.
Los productos derivados del cerdo también son muy distintivos de esta localidad como el lomo de orza, chorizos, morcillas, y los jamones serranos secados al aire de la sierra. Aguardiente blanco y de hierbas y las infusiones como el té de roca y la tila procedente de la sierra. También está la pachamanca, etc.

## Fiestas
Las fiestas se celebran el 24 de agosto.
Celebracióm de San Antonio el 13 de junio con el reparto de los tradicionales rollos de anís.